# San Juan (argentinská provincie)
San Juan je argentinská provincie. Leží na západě země. Sousedí s provinciemi La Rioja, San Luis a Mendoza. Na západě sousedí s Chile. Je rozdělena do 19 departmentů.
Její součástí je i významná geologická formace a přírodní park Ischigualasto s unikátními objevy prvních dinosaurů.

## Departementy
Seznam departementů provincie San Juan jejich hlavních měst:
1. Albardón (General San Martín)
2. Angaco (Villa El Salvador)
3. Calingasta (Tamberías)
4. Capital (San Juan)
5. Caucete (Caucete)
6. Chimbas (Villa Paula Albarracín de Sarmiento)
7. Iglesia (Rodeo)
8. Jáchal (San José de Jáchal)
9. 9 de Julio (9 de Julio)
10. Pocito (Aberastain)
11. Rawson (Villa Krause)
12. Rivadavia (Rivadavia)
13. San Martín (San Martín)
14. Santa Lucía (Santa Lucía)
15. Sarmiento (Media Agua)
16. Ullum (Villa Ibáñez)
17. Valle Fértil (San Agustín)
18. 25 de Mayo (Santa Rosa)
19. Zonda (Basilio Nievas)